# Браслав Рабар
Браслав Рабар (рођен 27. септембра 1919. у Загребу, умро 6. децембра 1973. у Загребу), био је југословенски и хрватски шахиста, интернационални мајстор и шаховски писац. Био је шампион Југославије 1951. Играо је за репрезентацију Југославије на три шаховске олимпијаде, освојивши укупно пет медаља. Рабар је био коаутор у класификацији шаховских отварања за "Шаховски информатор".

## Турнирски успеси
1945/46 заузима четврто место у Љубљани, победник је био Светозар Глигорић. 1949/50 дели 2-3 место у Луцерну. 1950. побеђује у Загребу на шампионату Хрватске. 1951. побеђује на десетом шампионату Југославије у Сарајеву.
1953. заузима треће место у Опатији, а 1953. губи прво место од Васје Пирца у Загребу на дванаестом шампионату Југославије. Дели друго место са Донером иза Волфганга Унцикера, у Минхену (зонски турнир). 1955. заузима 14-15 место на међузонском турниру у Гетеборгу; победник је био Давид Бронштајн.
Рабар је учествовао на првој Балканијади у Београду, 1946. Југославија побеђује испред Румуније, Бугарске и Албаније. Осваја сребрну медаљу на осмој табли. Играо је на три шаховске олимпијаде.

## Шаховске олимпијаде

### Укупни учинак кроз статистику
| Године    | Σ поена | Σ партија |  | +  | =  | - |  | %    | Освојене медаље на олимпијади тимске\| појединачне |
| 1950-1954 | 20      | 30        |  | 14 | 12 | 4 |  | 66.7 | 1 - 0 - 2 \| 1 - 0 - 1                             |

### Статистика по годинама
| Година | Табла | Σ поена | Σ партија |  | + | = | - |  | %    | тимско место | појединачно |
| 1954.  | 4     | 3       | 8         |  | 1 | 4 | 3 |  | 37,5 | 3.           |             |
| 1952.  | 2     | 8       | 12        |  | 5 | 6 | 1 |  | 66.7 | 3.           | 3.          |
| 1950.  | 4     | 9       | 10        |  | 8 | 2 | 0 |  | 90.0 | 1.           | 1.          |

## Учешће на европским тимским шампионатима
- 1° европски тимски шаховски шампионат

| Место       | Земља    | Табла | Скор | Тимски резултат |
| Беч и Баден | Аустрија | 5.    | 3½/5 | II              |

Рабар је постао интернационални мајстор 1950. Издавао је шаховски магазин "Шаховски гласник", а учествовао је у категоризацији шаховских отварања за "Шаховски информатор" и "Енциклопедију шаховских отварања" најпопуларнију шаховску књигу свих времена.